# Условные выборы
Условные выборы (англ. Contingent election) — механизм, предусмотренный Конституцией США, на случай, если ни один из кандидатов на выборах не набирает большинства голосов в коллегии выборщиков. Согласно двенадцатой поправке к Конституции, принятой после спорных выборов 1800 года, если ни один кандидат не набирает большинства голосов в коллегии выборщиков, Палата представителей выбирает президента, а Сенат выбирает вице-президента. Члены Палаты представителей могут выбрать президента из трёх кандидатов, набравших наибольшее количество голосов в Коллегии выборщиков, а сенаторы — вице-президента из двух кандидатов, набравших наибольшее количество голосов. Во время условных выборов в Палате представителей каждая делегация штата имеет один голос. За кого будет отдан этот голос определяют конгрессмены от этого штата, которые должны выбрать своего кандидата большинством голосов. Таким образом президент избирается большинством голосов делегаций штатов (для победы нужно 26). Сенаторы, напротив, голосуют за вице-президента индивидуально. Нет никаких правил, которые бы обязывали делегации штатов в Палате представителей голосовать за того же кандидата, за которого проголосовали избиратели их штата.
Если ни один кандидат не получает большинства делегаций в Палате представителей ко дню инаугурации избранного президента 20 января, временным президентом становится новый вице-президент, выбранный Сената. Если Сенат также не может выбрать вице-президента до 20 января, то временным президентом становится спикер Палаты представителей в соответствии с линией преемственности президентской власти. Механизм условных выборов даёт огромное преимущество сельским и небольшим штатам в процессе определения президента, так как каждый штат имеет одинаковое количество голосов, которые он может подать. В условных выборах не участвует Вашингтон, округ Колумбия, несмотря на то, что он имеет три голоса в коллегии выборщиков. Термин «условные выборы» отсутствует в тексте Конституции, но используется для описания этой процедуры как минимум с 1823 года.
Условные выборы в США проводились трижды: два раза для избрания президента в Палате представителей в 1801 и 1825 годах и один раз для избрания вице-президента в Сенате в 1837 году. Процедура условных выборов была первоначально установлена в статье II Конституции и позднее изменена двенадцатой поправкой. Изначально каждый член коллегии выборщиков имел по два голоса, то есть мог проголосовать за двух кандидатов. Предполагалось, что тот, кто наберёт больше всего голосов в совместном голосовании выборщиков, станет президентом, а тот, кто займёт второе место, — вице-президентом. Таким образом двум первым политическим партиям — федералистам и демократам-республиканцам нужно было координировать действия своих выборщиков, чтобы один из их кандидатов стал президентом, а второй вице-президентом. На выборах 1800 года по случайности демократы-республиканцы отдали одинаковое количество голосов за кандидата в президента Томаса Джефферсона и его напарника Аарона Бёрра. Разочарованные своим поражением федералисты решили поддержать Бёрра, пользуясь своим контролем над Палатой представителей. Однако после 36 туров голосования Джефферсон смог победить.
После этого была принята двенадцатая поправка, согласно которой президент и вице-президент избирались отдельно. В 1824 ни один кандидат в президента снова не смог получить большинства в коллегии выборщиков. Палата представителей избрала Джона Куинси Адамса, несмотря на то, что другой кандидат — Эндрю Джексон набрал больше голосов выборщиков и около 40% голосов. Спустя 4 года Джексон смог взять реванш за своё поражение и был избран президентом. На выборах 1836 года кандидат демократов Мартин Ван Бюрен набрал большинство голосов выборщиков, но его кандидат на пост вице-президента Ричард Ментор Джонсон не смог получить большинства, так как выборщики Виргинии, поддержавшие Ван Бюрена, отказали ему в поддержке. Последовали единственные в истории США условные выборы вице-президента, на которых Джонсон легко победил кандидата от вигов Фрэнсиса Грейнджера в первом туре голосования.